# Ergin Ataman
Halil Ergin Ataman, (nacido el 7 de enero de 1966 en Estambul, Turquía) es un  exjugador de baloncesto y entrenador turco. Actualmente es entrenador del Panathinaikos y entrenador de la Selección de baloncesto de Turquía.

## Carrera deportiva
Ataman ha dirigido al Efes Pilsen en dos etapas (1999-01 y 2008-10), al Besiktas en otras dos (2007-08 y 2011-12), al Ülker (2003-06) y a los equipos italianos del Montepaschi Siena (2001-03) y a la Fortitudo Bolonia (2006-07). En su palmarés aparecen 5 Ligas de Turquía, cuatro Copas, 7 Copas Presidente, una Copa Saporta (2002) y la Eurochallenge de 2012.
En 2018, firma como entrenador del Anadolu Efes S.K..
En 2014, sucede a Bogdan Tanjevic como seleccionador turco, firmando un contrato de tres años con la federación turca hasta los Juegos olímpicos de Río de Janeiro 2016.
En 2021, el 30 de mayo, gana la Final Four de la Euroliga de Baloncesto imponiéndose en la final al F.C Barcelona.
El 16 de abril de 2022, regresa como seleccionador de Turquía, compaginando su cargo con el Anadolu Efes S.K..

## Trayectoria como entrenador
- 1996–1998  Türk Telekom
- 1997 Selección de baloncesto de Turquía (asistente)
- 1999 Pınar Karşıyaka
- 1999–2001 Efes Pilsen
- 2001–2003 Montepaschi Siena
- 2003–2006 Ülkerspor
- 2006–2007 Climamio Bologna
- 2007–2008  Beşiktaş Cola Turka
- 2008–2010  Anadolu Efes S.K.
- 2011–2012 Beşiktaş Milangaz
- 2014–2016 Selección de baloncesto de Turquía
- 2012–2017 Galatasaray
- 2018-2023 Anadolu Efes S.K.
- 2022-presente Selección de baloncesto de Turquía
- 2023-presente Panathinaikos BC